# 圣母升天圣殿主教座堂 (乌尔比诺)

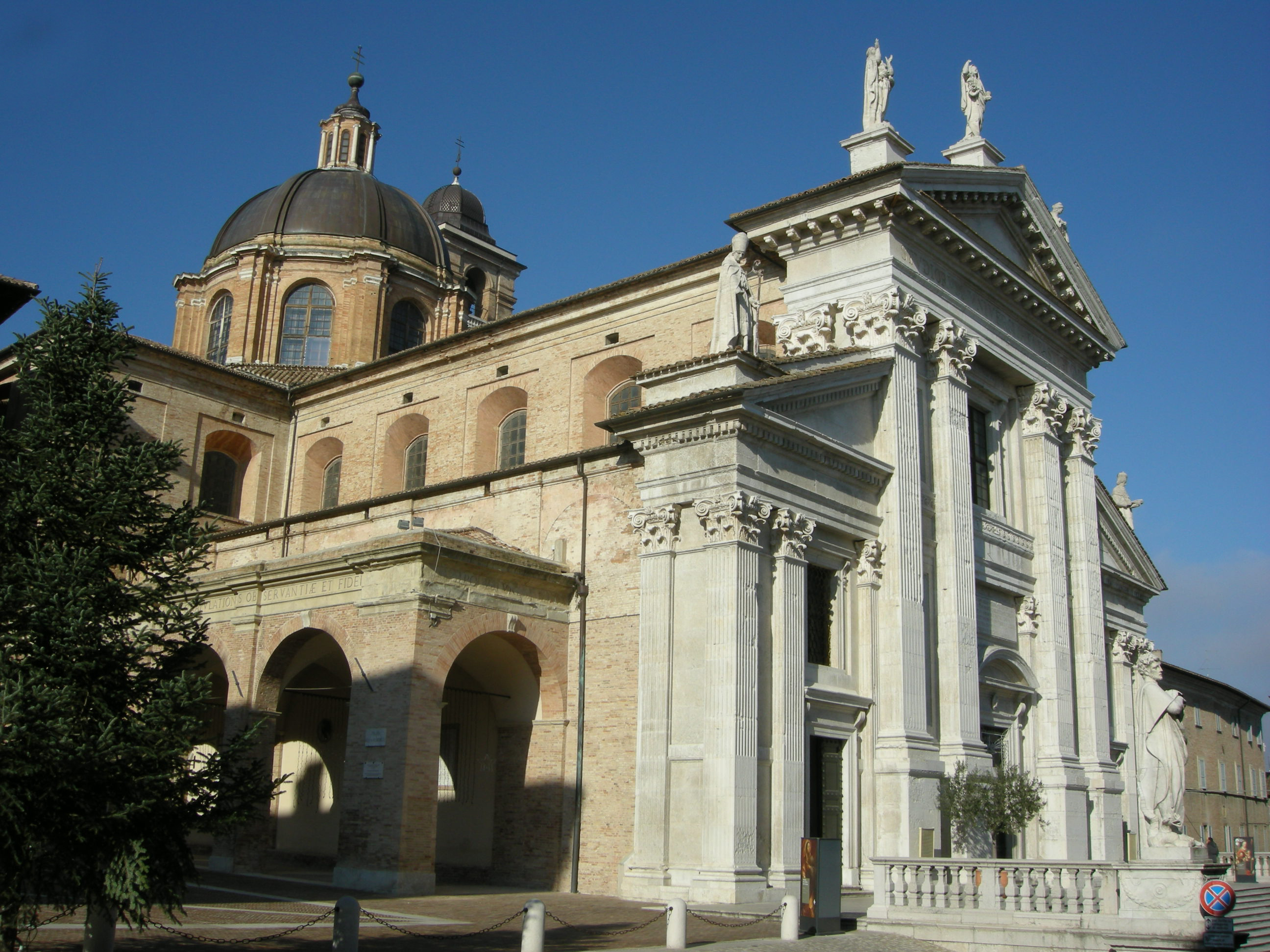

圣母圣天圣殿主教座堂 (義大利語： Basilica Cattedrale di S. Maria Assunta) 位于意大利马尔凯大区乌尔比诺，是一座罗马天主教宗座圣殿、自 1986年起为天主教乌尔比诺-乌尔班尼亚-圣安吉洛瓦多总教区的主教座堂，此前为乌尔比诺总教区的主教座堂。
该堂创建于1021年。1789年地震后重建为目前的新古典主义建筑，1801年完成。

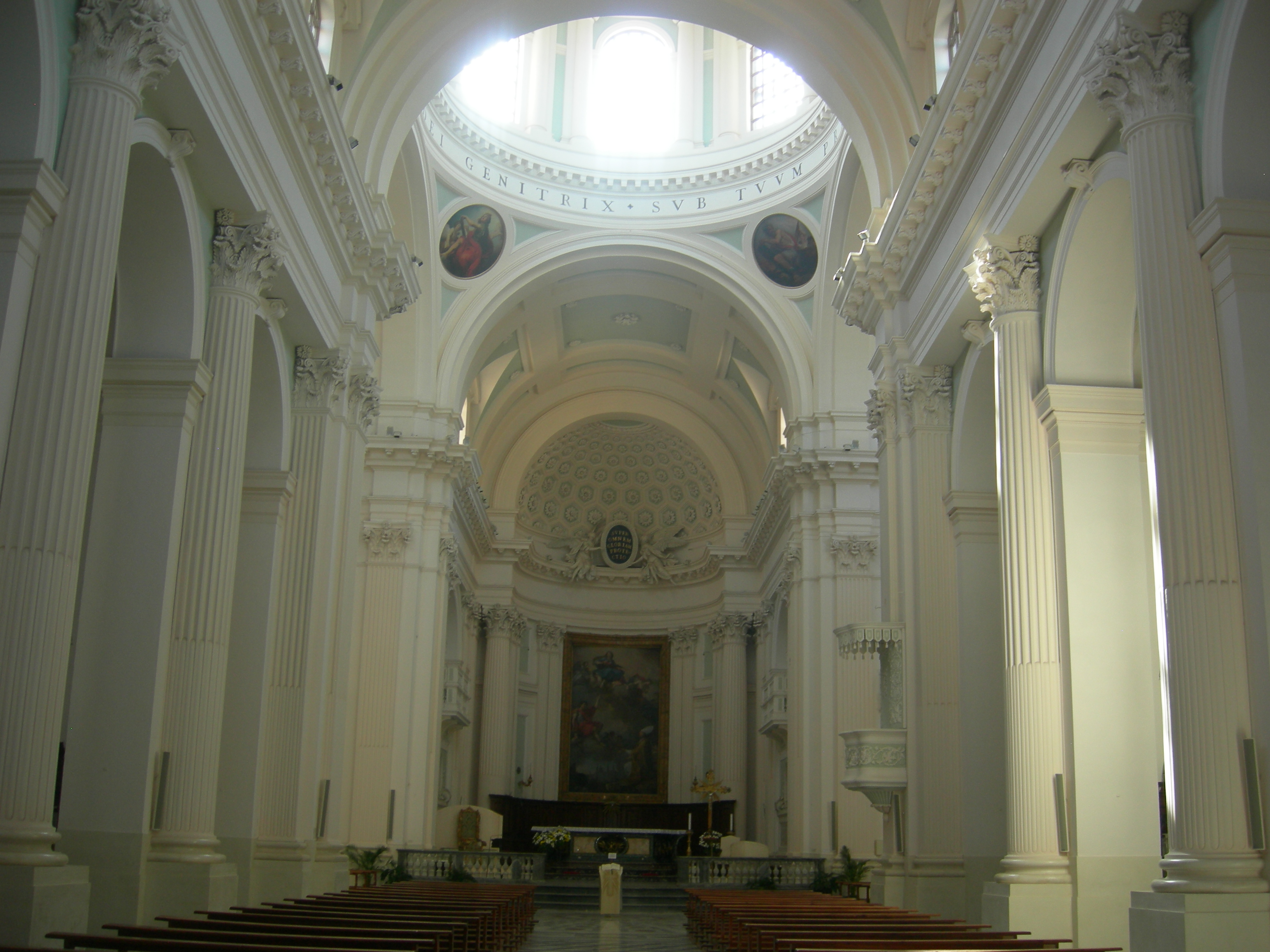

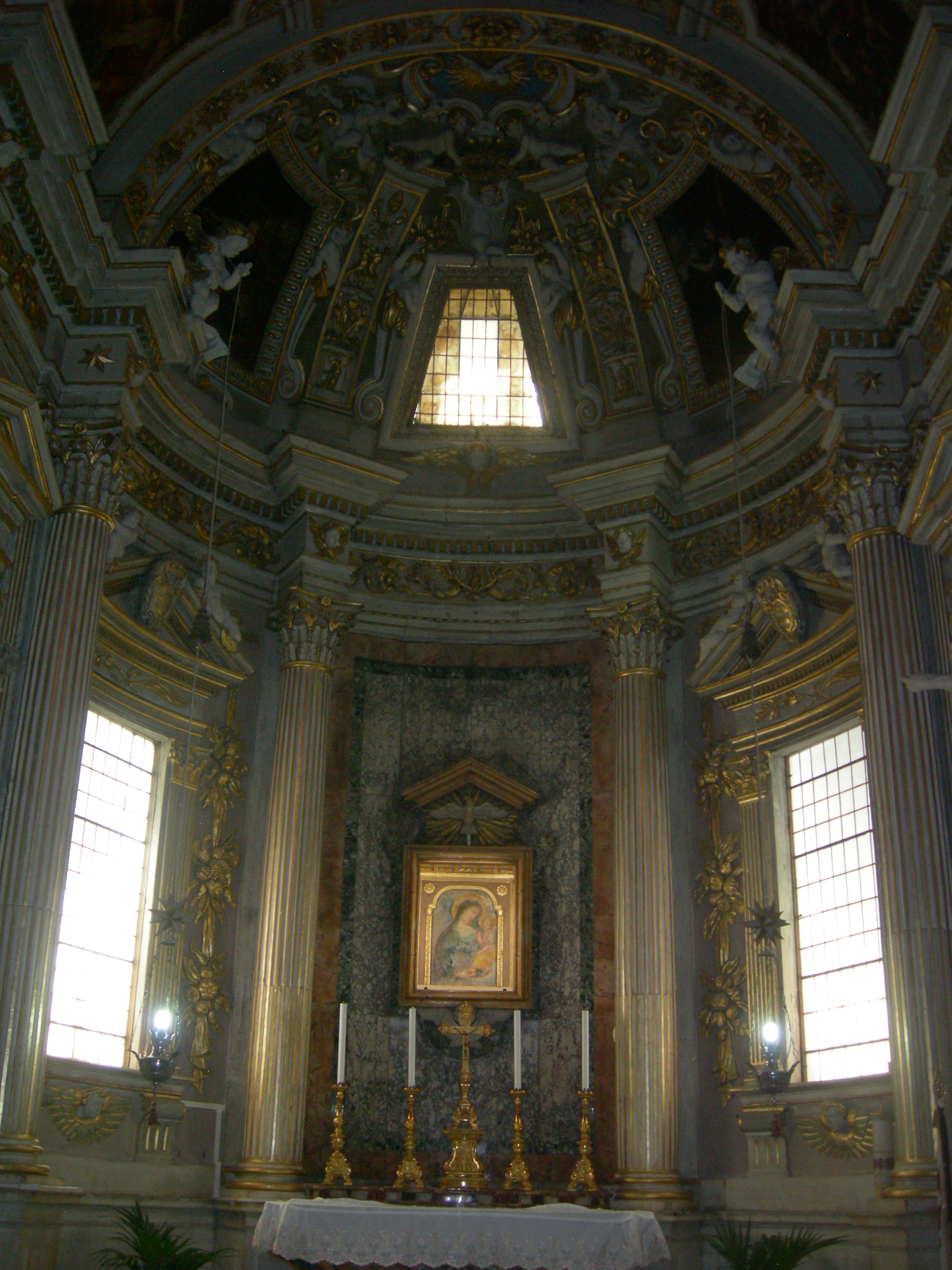

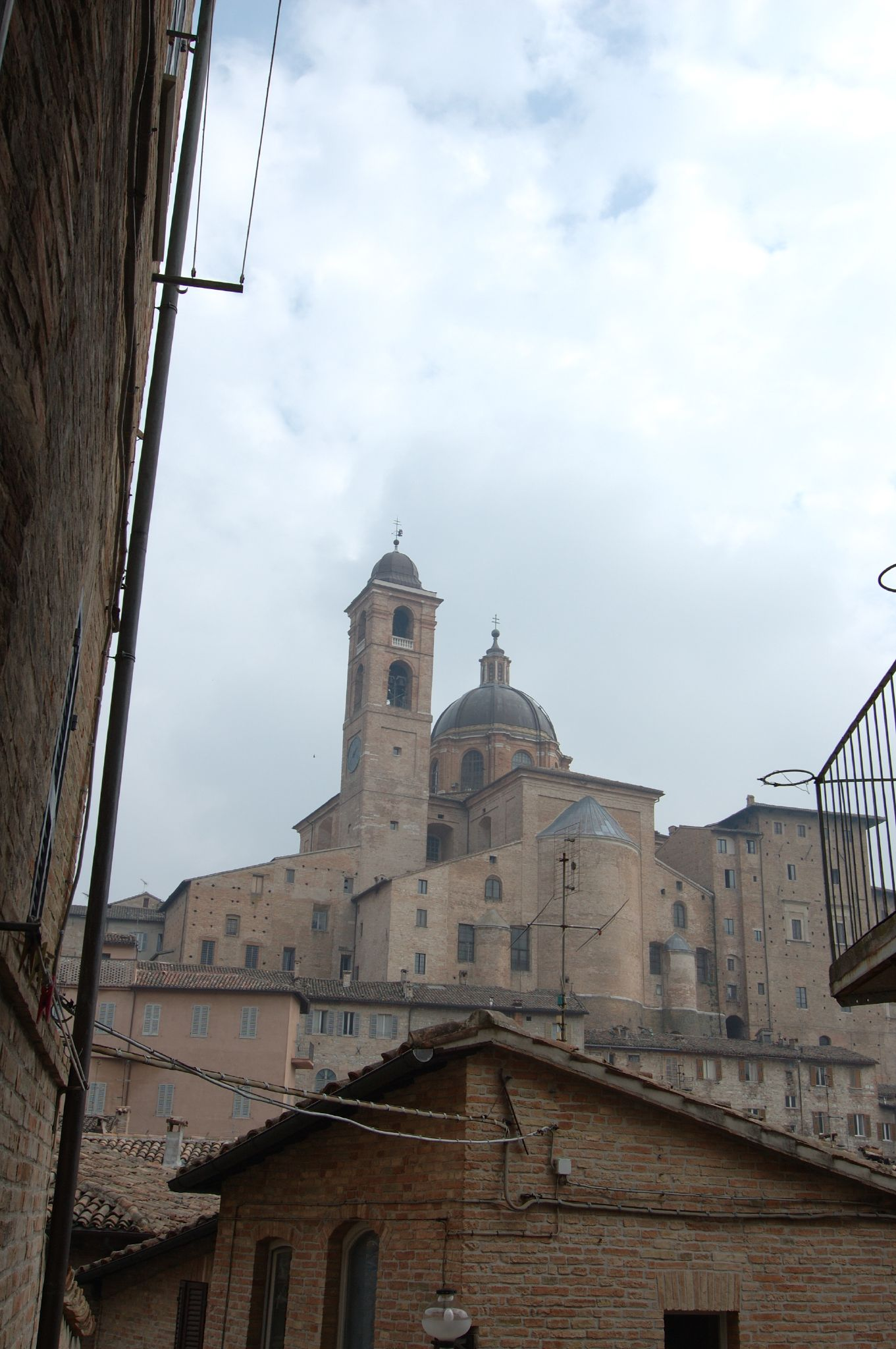
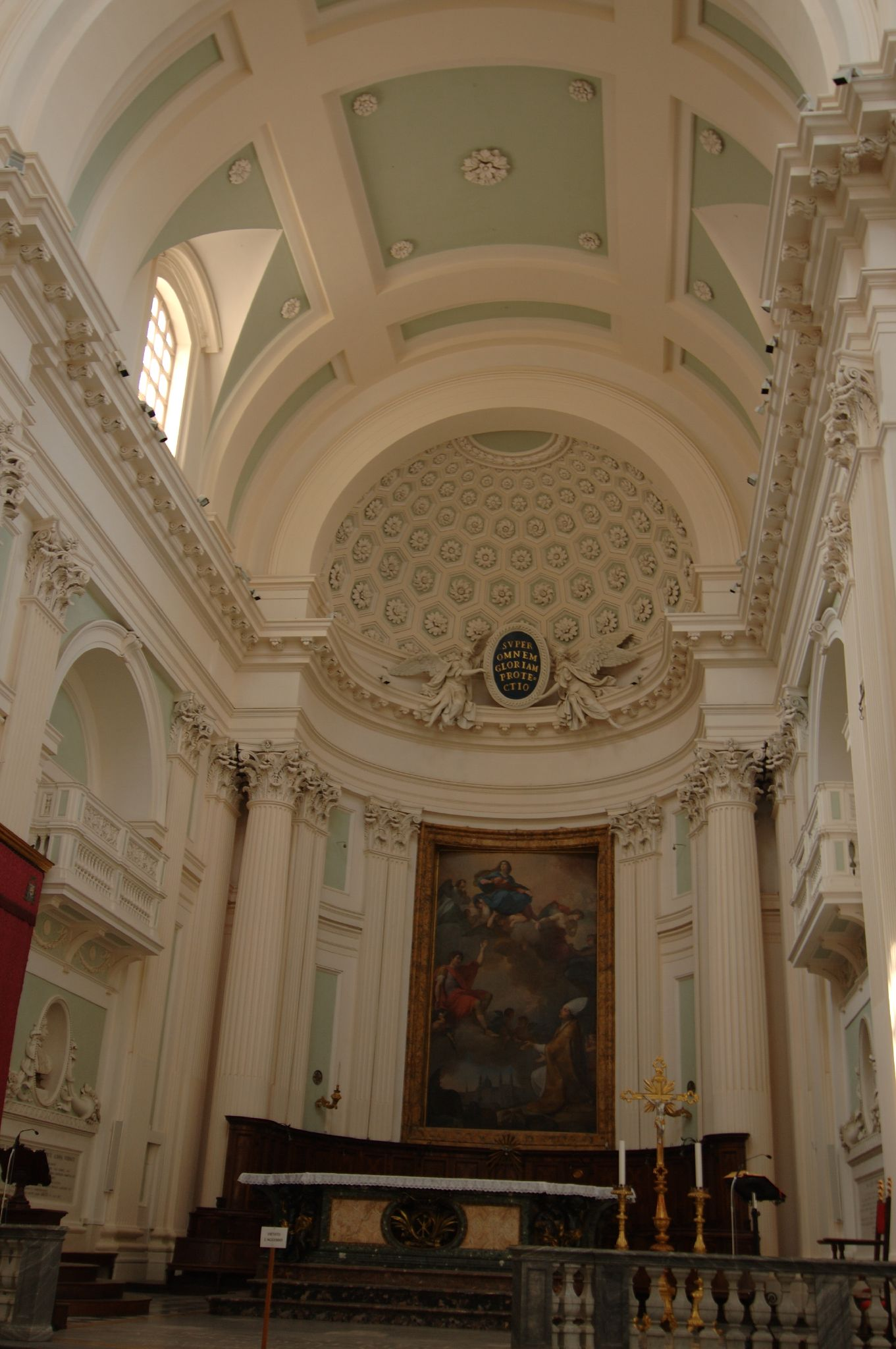
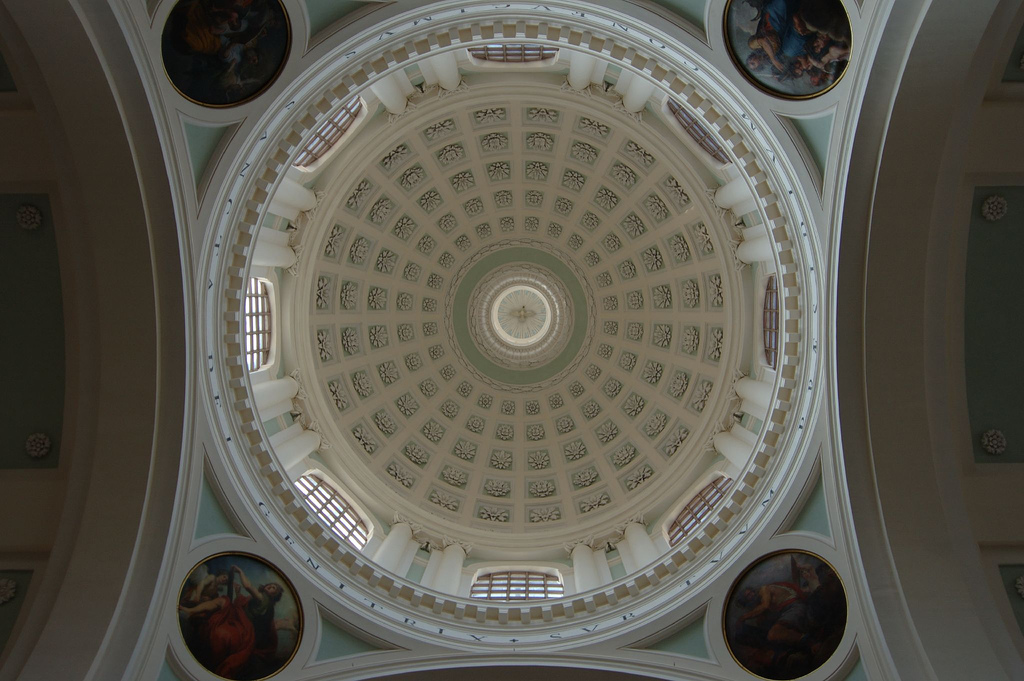
Cupola
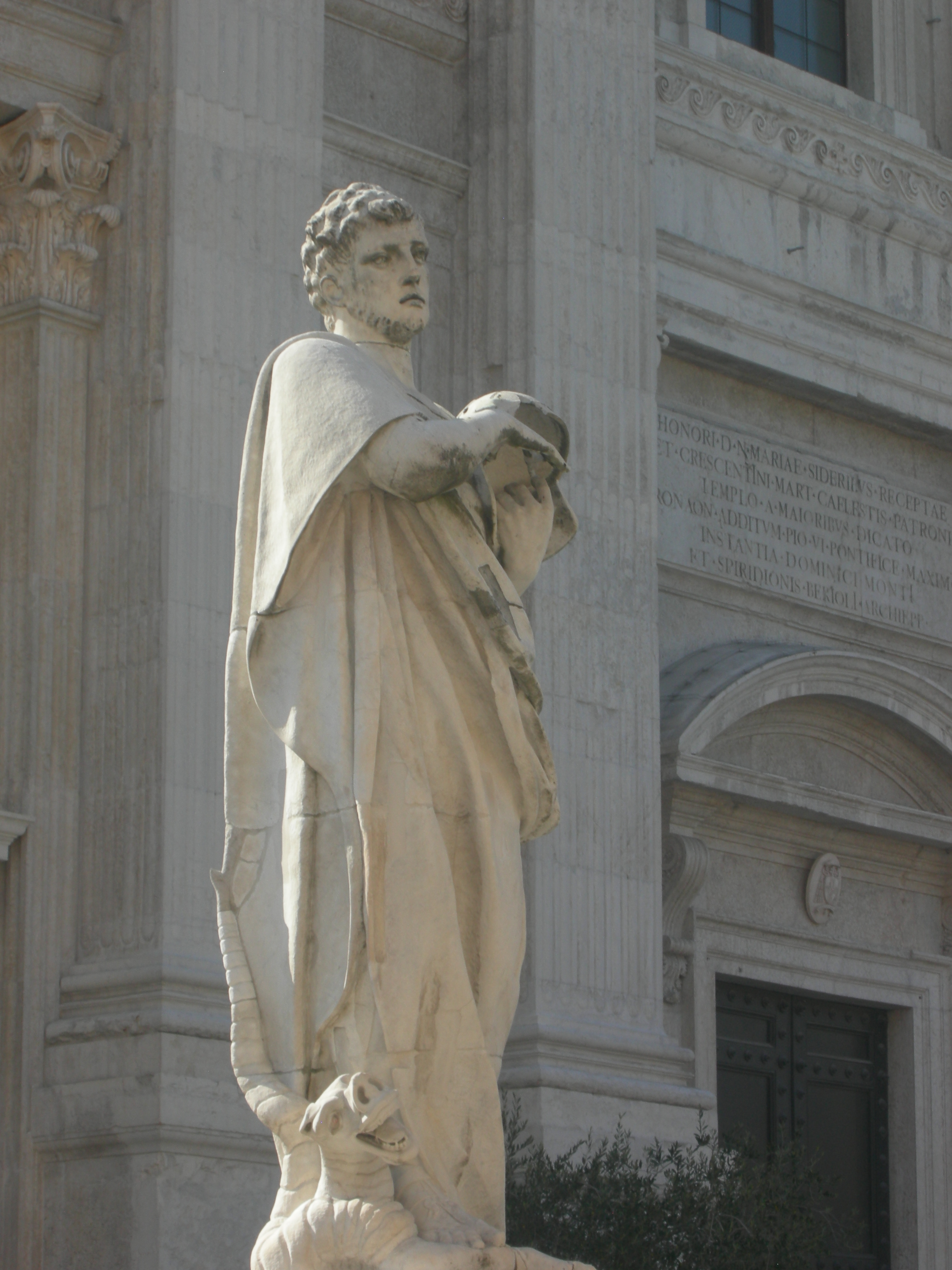